# Гендлер Аркадій Хунович
Абрам (Аркадій) Хунович Гендлер (їд. אַבֿרהם הענדלער Авру́м Гендлер; 29 листопада 1921, Сороки, Бессарабія — 22 травня 2017, Запоріжжя, Україна) — автор-виконавець пісень на їдиші, фольклорист, педагог.

## Життєпис
Аврум (Абрам) Гендлер народився 1921 року в бессарабському містечку Сороки (тепер райцентр Сороцького району Молдови), був десятою дитиною в бідній єврейській родині (у нього було шість старших сестер) . Його батько Хуна Уркович Гендлер, уродженець єврейської землеробської колонії Думбравень, був жіночим кравцем; мати Рухл Гендлер — білошвейка. Дід по лінії батька був кантоністом.
Абрам) Гендлер навчався у талмуд-торі. В 11-річному віці був змушений залишити румунську гімназію і розпочати трудове життя, працювати кравцем . Разом із сестрами грав у аматорській театральній трупі на їдиші, брав участь у підпільному комуністичному русі.
З початком німецько-радянської війни перебував у діючій армії, служив у піхотній роті. Також були мобілізовані його брат та сестра, яка служила у медичній частині. Восени 1941 року отримав проникаюче шрапнельне поранення у легеню. Після демобілізації з'ясувалося, що з усієї родини Гендлерів вижили тільки він та його брат: решта членів сім'ї були або вбиті румунськими військами, або загинули на фронті .
Гендлер здобув середню освіту у вечірній школі робітничої молоді. У 1951 році закінчив Московський хіміко-технологічний інститут за спеціальністю інженер-технолог з полімерів . Працював у Проєктно-конструкторському та технологічному інституті автомобільної промисловості СРСР . З 1952 року проживав у Запоріжжі, а після виходу на пенсію у 1992 році займався педагогічною діяльністю у запорізькій міській єврейській національній школі-гімназії «Алеф». Розробив комплект матеріалів за початковим курсом мови їдиш, рекомендований Центром єврейської освіти в Україні; розширений варіант було опубліковано як «Методичні рекомендації з мови для вчителів єврейських загальноосвітніх шкіл Росії та України».
Всі ці роки Аркадій Гендлер виконував авторські та народні єврейські пісні, а також писав свої власні. У 2001 році вийшов його перший компакт-диск «Майн штетеле Сороке» (Моє містечко Сороки — My Hometown Soroke) — записаний в Берклі (Каліфорнія) — до якого крім авторських пісень увійшли пісні на вірші Зейлика Бардичевера, Герца Рівкіна, Шулемая Берн та невідома раніше пісня Іцика Мангера. Згодом вийшли ще два концертні компакт-диски Гендлера, записані в Запоріжжі («Незатребуваний єврейський фольклор», 2001) і в Чапел-Гілл (Північна Кароліна) у 2002 році («Arkady Gendler In Field Recording»).
Пісні Гендлера з нотами були включені до «Антології сучасної авторської єврейської пісні на їдиші», випущеної у 2005 році Департаментом єврейської музики при Центрі єврейської освіти України. У 2006 році запорізькою студією ОРТ на DVD було випущено відеофільм "Arkady Gendler In Concert"з концертного виступу (з додатковими матеріалами).
У 2009 році Єврейським общинним центром Санкт-Петербурга було випущено DVD «פֿרײען זיך איז גוט» ("Фрейен зіх з гіт! " — «Радіти — добре!»): Аркадій Гендлер співає пісні Зейліка Бардічевера . Альбом «Yidishe Lider», що включає авторські пісні Аркадія Гендлера, був випущений Golden Horn Records у Відні в 2012 році . Аркадій Гендлер — неодмінний учасник усіх основних фестивалів клезмерської музики в Україні, США, Канаді, Німеччині та Польщі .
Почесний громадянин міста Веймар у Німеччині . Похований 26 травня 2017 року на Першотравневому цвинтарі міста Запоріжжя.
Син — Ігор Абрамович Гендлер (нар. 1953), хімік.